# میلادشت

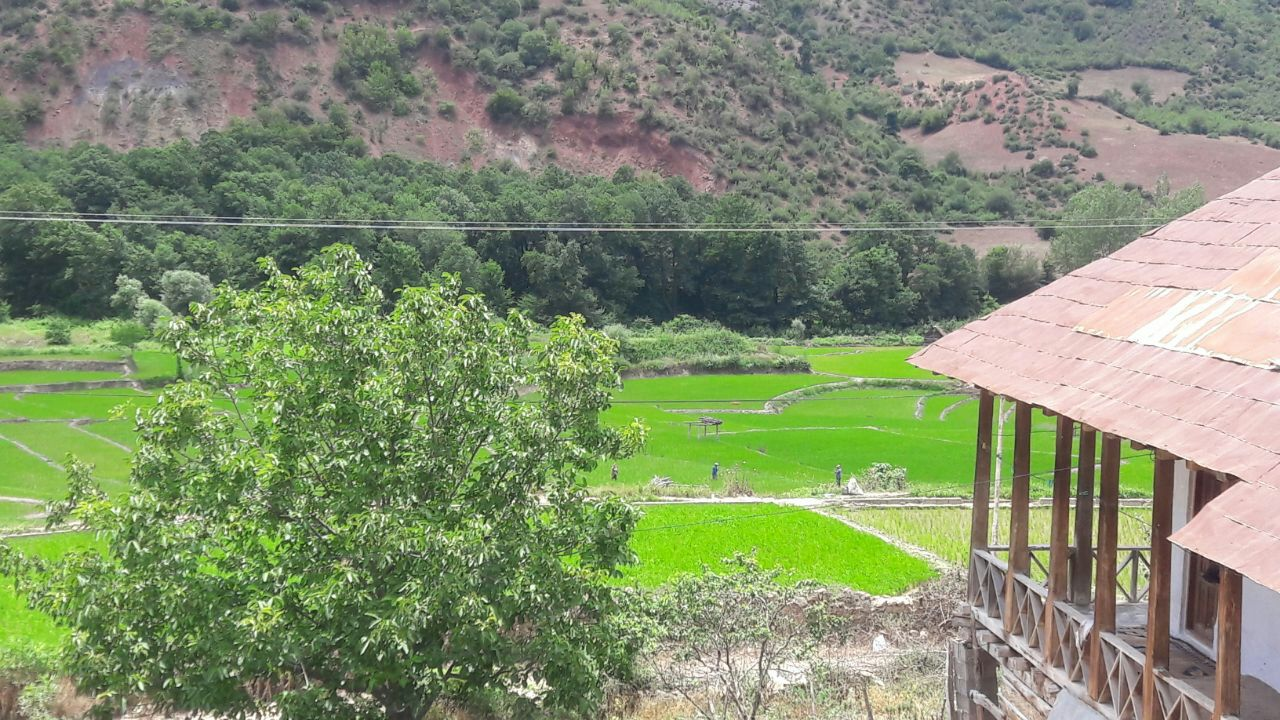
خرداد ۹۷

میلادشت، روستایی است از توابع بخش چهاردانگه شهرستان ساری در استان مازندران ایران.

## جمعیت
این روستا در دهستان چهاردانگه قرار دارد و بر پایهٔ سرشماری سال ۱۳۹۰ دارای ۰ نفر می‌باشد.

## بن‌مایه
1. ↑  «نتایج تفصیلی سرشماری سال ۱۳۹۰ بخش چهاردانگه». چهاردانگه‌نیوز. بایگانی‌شده از اصلی در ۱۵ دسامبر ۲۰۱۴. دریافت‌شده در ۹ دسامبر ۲۰۱۴.